# Pteropseudocythere
Pteropseudocythere is een geslacht van kreeftachtigen uit de klasse van de Ostracoda (mosselkreeftjes).

## Soort
- Pteropseudocythere planiventrata Schornikov, 1982